# Mszanka (Petite-Pologne)
Pour les articles homonymes, voir Mszanka.
Mszanka est une localité polonaise de la gmina de Łużna, située dans le powiat de Gorlice en voïvodie de Petite-Pologne.